# 安塔洛韋茨卡波利亞納山
48°40′31.5″N 22°29′35.7″E / 48.675417°N 22.493250°E

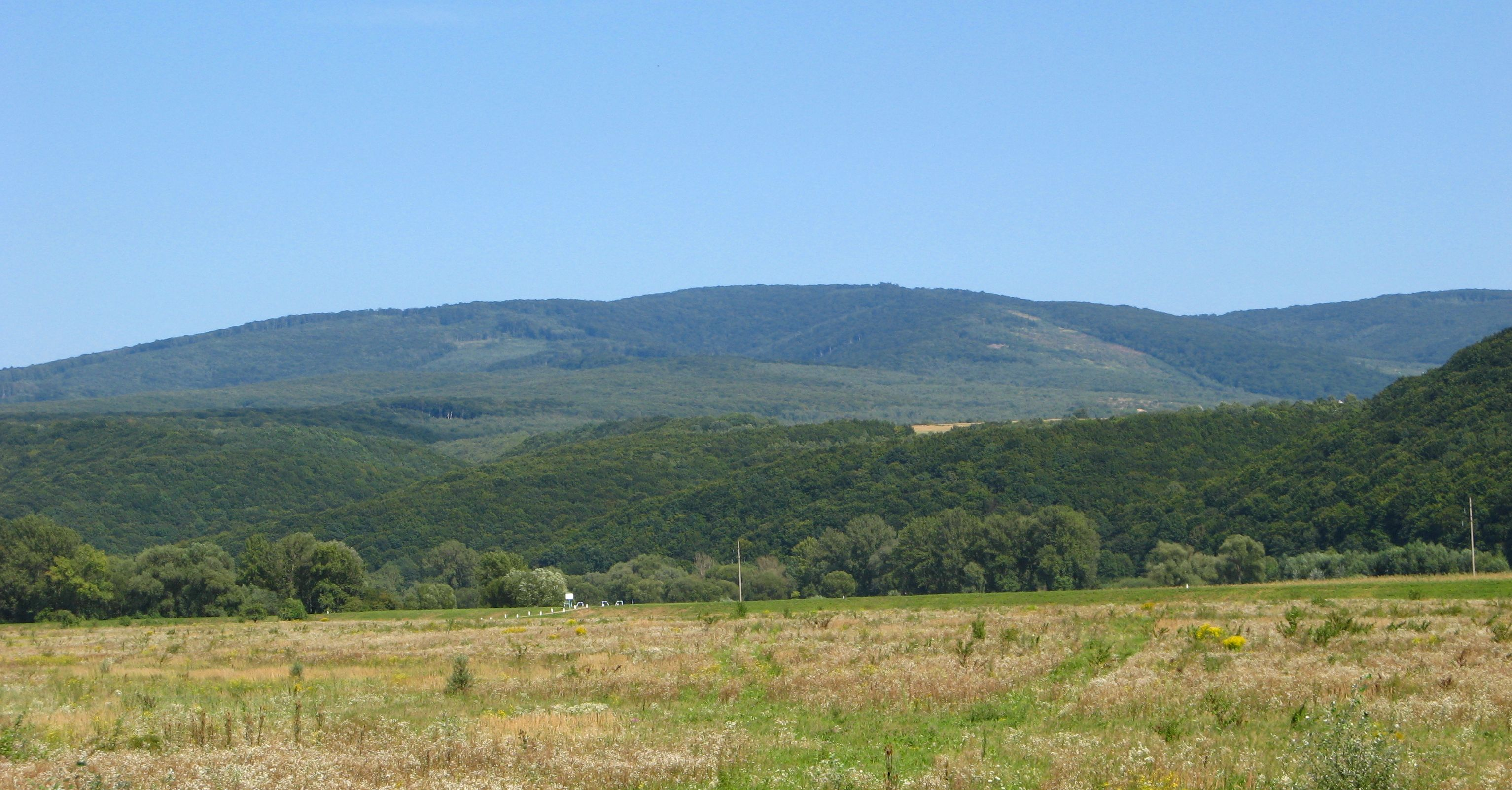

安塔洛韋茨卡波利亞納山（烏克蘭語：Анталовецька Поляна）是烏克蘭的山峰，位於該國西部外喀爾巴阡州，屬於烏克蘭喀爾巴阡山脈中馬科維齊亞山的一部分，海拔高度968米。